# Liste der Beiträge für den besten fremdsprachigen Film für die Oscarverleihung 2009
Am 22. Februar 2009 wurde im Rahmen der 81. Oscarverleihung auch der Academy Award in der Kategorie Bester fremdsprachiger Film verliehen. Seit 1956 kann jedes Land einen Vorschlag einbringen, von diesen werden dann fünf Filme nominiert. Voraussetzung ist ein Langfilm, in dem überwiegend nicht-englische Dialoge gesprochen werden. Zu diesem Zweck ruft die Academy of Motion Picture Arts and Sciences ein spezielles Foreign Language Film Award Committee zusammen, das die Filme sichtet und eine Vorauswahl trifft.
Für die Oscarverleihung 2009 wurden 96 Länder aufgerufen, je einen Film einzureichen. Deadline war der 1. Oktober 2008. Die offizielle Liste der Einreichungen umfasste 67 Filme und wurde am 17. Oktober 2008 verkündet. Jordanien hatte erstmals einen Film nominiert, während Lettland erstmals seit einer 15-jährigen Pause einen Film einreichte. Umstritten war der südkoreanische Film Crossing, der unter Plagiatsverdacht stand, da ein anderer Drehbuchautor Klage einreichte. Doch diese Vorwürfe wurden später fallen gelassen.
Nach dem 17. Oktober 2008 wurden die Filme vom Komitee bewertet. Am 13. Januar 2009 wurde eine Vorauswahl veröffentlicht.
Am 22. Januar 2009 wurden schließlich die endgültigen Nominierungen bekannt gegeben. Bei der Verleihung selbst gewann der japanische Beitrag Nokan – Die Kunst des Ausklangs von Yōjirō Takita.

## Vorschläge
| Land                    | Deutscher bzw. internationaler Titel             | Originaltitel                                   | Sprache(n)                                                | Regisseur(e)              | Ergebnis        |
| ----------------------- | ------------------------------------------------ | ----------------------------------------------- | --------------------------------------------------------- | ------------------------- | --------------- |
| Ägypten                 | El Gezira                                        | الجزيرة (El-Gazirah)                            | Ägyptisches Arabisch                                      | Sherif Arafa              | Nicht nominiert |
| Afghanistan             | Opium War                                        | Opium War                                       | Dari, Englisch                                            | Siddiq Barmak             | Nicht nominiert |
| Albanien                | Die Trauer der Frau Schneider                    | Trishtimi i zonjës Shnajder                     | Albanisch, Tschechisch                                    | Eno Milkani, Piro Milkani | Nicht nominiert |
| Algerien                | Maskeraden                                       | مسخرة (Masquerades)                             | Algerisch-Arabisch, Französisch                           | Lyes Salem                | Nicht nominiert |
| Argentinien             | Löwenkäfig                                       | Leonera                                         | Spanisch                                                  | Pablo Trapero             | Nicht nominiert |
| Aserbaidschan           | Qala                                             | Qala                                            | Azeri                                                     | Shamil Nacafzade          | Nicht nominiert |
| Bangladesch             | Aha!                                             | আহা! (Aha!)                                      | Bengali                                                   | Enamul Karim Nirjhar      | Nicht nominiert |
| Belgien                 | Eldorado                                         | Eldorado                                        | Französisch                                               | Bouli Lanners             | Nicht nominiert |
| Bosnien und Herzegowina | Snow                                             | Snijeg                                          | Bosnisch                                                  | Aida Begić                | Nicht nominiert |
| Brasilien               | Last Stop 174 – Endstation Hoffnung              | Última Parada 174                               | Portugiesisch                                             | Bruno Barreto             | Nicht nominiert |
| Bulgarien               | Zift                                             | Дзифт (Zift)                                    | Bulgarisch                                                | Jawor Gardew              | Nicht nominiert |
| Chile                   | Tony Manero                                      | Tony Manero                                     | Spanisch                                                  | Pablo Larraín             | Nicht nominiert |
| Volksrepublik China     | Dream Weavers: Beijing 2008                      | 筑梦 (Zhu Meng)                                 | Mandarin                                                  | Yun Gu                    | Nicht nominiert |
| Dänemark                | Worlds Apart                                     | To verdener                                     | Dänisch                                                   | Niels Arden Oplev         | Nicht nominiert |
| Deutschland             | Der Baader Meinhof Komplex                       | Der Baader Meinhof Komplex                      | Deutsch                                                   | Uli Edel                  | Nominiert       |
| Estland                 | Ich war hier                                     | Mina olin siin. Esimene arest                   | Estnisch                                                  | René Vilbre               | Nicht nominiert |
| Finnland                | Tummien perhosten koti                           | Tummien perhosten koti                          | Finnisch                                                  | Dome Karukoski            | Nicht nominiert |
| Frankreich              | Die Klasse                                       | Entre les murs                                  | Französisch                                               | Laurent Cantet            | Nominiert       |
| Georgien                | Mediator                                         | Mediator                                        | Englisch, Russisch, Deutsch                               | Dito Tsintsadze           | Nicht nominiert |
| Griechenland            | Diorthosi                                        | Διόρθωση                                        | Griechisch                                                | Thanos Anastopoulos       | Nicht nominiert |
| Hongkong                | Painted Skin – Die verfluchten Krieger           | 畫皮 (Hua Pi)                                   | Mandarin                                                  | Gordon Chan               | Nicht nominiert |
| Indien                  | Taare Zameen Par – Ein Stern auf Erden           | तारे ज़मीन पर (tāre zamīn par)                      | Hindi                                                     | Paresh Mokashi            | Nicht nominiert |
| Iran                    | Das Lied der Sperlinge                           | آواز گنجشک‌ها (Avaze gonjeshk-ha)                | Persisch                                                  | Majid Majidi              | Nicht nominiert |
| Island                  | Brúðguminn                                       | Brúðguminn                                      | Isländisch                                                | Baltasar Kormákur         | Nicht nominiert |
| Israel                  | Waltz with Bashir                                | אלס עם באשיר (Vals im Bashir)                   | Hebräisch                                                 | Ari Folman                | Nominiert       |
| Italien                 | Gomorrha – Reise in das Reich der Camorra        | Gomorra                                         | Neapolitanisch                                            | Matteo Garrone            | Nicht nominiert |
| Japan                   | Nokan – Die Kunst des Ausklangs                  | おくりびと (Okuribito)                          | Japanisch                                                 | Yōjirō Takita             | Gewonnen        |
| Jordanien               | Käpt’n Abu Raed                                  | كابتن أبو رائد (Captain Abu Raed)               | Jordanisches Arabisch                                     | Amin Matalqa              | Nicht nominiert |
| Kanada                  | Ce qu'il faut pour vivre                         | Ce qu'il faut pour vivre                        | Französisch                                               | Benoît Pilon              | Vorauswahl      |
| Kasachstan              | Tulpan                                           | Тюльпан (Tulpan)                                | Kasachisch                                                | Sergej Dwortsewoi         | Nicht nominiert |
| Kirgisistan             | Tengri – Das Blau des Himmels                    | Тенгри (Tengri)                                 | Kirgisisch                                                | Marie-Jaoul de Ponchville | Nicht nominiert |
| Kolumbien               | Perro come perro – Den Letzten fressen die Hunde | Perro come perro                                | Spanisch                                                  | Carlos Moreno             | Nicht nominiert |
| Kroatien                | Niciji sin                                       | Ničiji Sin                                      | Kroatisch                                                 | Arsen Anton Ostojić       | Nicht nominiert |
| Lettland                | Die letzte Front – Defenders of Riga             | Rīgas sargi                                     | Lettisch                                                  | Aigars Grauba             | Nicht nominiert |
| Libanon                 | Unter Bomben                                     | تحت القصف (taḥta l-qaṣf) / Sous les bombes      | Arabisch, Französisch                                     | Philippe Aractingi        | Nicht nominiert |
| Litauen                 | Nereikalingi žmonės                              | Nereikalingi žmonės                             | Litauisch                                                 | Māris Martinsons          | Nicht nominiert |
| Luxemburg               | Nuits d'Arabie                                   | Nuits d'Arabie                                  | Französisch, Luxemburgisch                                | Paul Kieffer              | Nicht nominiert |
| Marokko                 | Adieu Mères                                      | Adieu mères, وداعا أمهات (Wada'an Omahat)       | Französisch, Marokkanisch-Arabisch                        |                           | Nicht nominiert |
| Mexiko                  | Arráncame la vida                                | Arráncame la vida                               | Spanisch                                                  | Roberto Sneider           | Vorauswahl      |
| Niederlande             | Dunya & Desie                                    | Dunya en Desi in Marokko                        | Niederländisch, Marokkanisch-Arabisch                     | Dana Nechushtan           | Vorauswahl      |
| Nordmazedonien          | Ich komme aus Titov Veles                        | Јас сум од Титов Велес (Jas sum od Titov Veles) | Mazedonisch                                               | Teona Strugar Mitevska    | Nicht nominiert |
| Norwegen                | O’ Horten                                        | O’ Horten                                       | Norwegisch                                                | Bent Hamer                | Nicht nominiert |
| Österreich              | Revanche                                         | Revanche                                        | Deutsch                                                   | Götz Spielmann            | Nominiert       |
| Palästina               | Das Salz des Meeres                              | ملح هذا البحر (Milh Hadha l-Bahr)               | Palästinensisch-Arabisch                                  | Annemarie Jacir           | Nicht nominiert |
| Philippinen             | Ploning                                          | Ploning                                         | Filipino, Cuyonon, Tagalog, Taiwanisch                    | Dante Nico Garcia         | Nicht nominiert |
| Polen                   | Kleine Tricks                                    | Sztuczki                                        | Polnisch                                                  | Andrzej Jakimowski        | Nicht nominiert |
| Portugal                | Unser geliebter Monat August                     | Aquele Querido Mês de Agosto                    | Portugiesisch                                             | Miguel Gomes              | Nicht nominiert |
| Rumänien                | Was übrig bleibt ist Schweigen                   | Restul e tacere                                 | Rumänisch                                                 | Nae Caranfil              | Nicht nominiert |
| Russland                | Alisa, das Meermädchen                           | Русалка (Rusalka)                               | Russisch                                                  | Anna Melikjan             | Nicht nominiert |
| Schweden                | Die ewigen Momente der Maria Larsson             | Maria Larssons eviga ögonblick                  | Schwedisch                                                | Jan Troell                | Nicht nominiert |
| Schweiz                 | Der Freund                                       | Der Freund                                      | Schweizerdeutsch                                          | Micha Lewinsky            | Nicht nominiert |
| Serbien                 | Der Ausflug                                      | Турнеја (Turneja)                               | Serbisch                                                  | Goran Marković            | Nicht nominiert |
| Singapur                | My Magic                                         | My Magic                                        | Tamil                                                     | Eric Khoo                 | Nicht nominiert |
| Slowakei                | Blinde Lieben                                    | Slepe lásky                                     | Slowakisch                                                | Marko Naberšnik           | Nicht nominiert |
| Slowenien               | Rooster’s Breakfast                              | Petelinji zajtrk                                | Slowenisch                                                | Juraj Lehotsky            | Nicht nominiert |
| Spanien                 | Die blinden Sonnenblumen                         | Los girasoles ciegos                            | Spanisch                                                  | José Luis Cuerda          | Nicht nominiert |
| Südafrika               | Gangster’s Paradise                              | Jerusalema                                      | Afrikaans, Englisch, isiZulu, isiXhosa                    | Ralph Ziman               | Nicht nominiert |
| Südkorea                | Crossing                                         | 크로싱 (Keurosing)                              | Koreanisch                                                | Kim Tae-kyun              | Nicht nominiert |
| Taiwan                  | Cape No. 7                                       | 海角七號 (Hǎijiǎo Qī Hào)                       | Hochchinesisch, Taiwanisch, Japanisch                     | Wei Te-Sheng              | Nicht nominiert |
| Thailand                | Love of Siam                                     | รักแห่งสยาม (Rak Haeng Sayam)                     | Thailändisch                                              | Chookiat Sakveerakul      | Nicht nominiert |
| Tschechien              | Die Karamazows                                   | Karamazovi                                      | Tschechisch, Polnisch                                     | Petr Zelenka              | Nicht nominiert |
| Türkei                  | Drei Affen                                       | Üç maymun                                       | Türkisch                                                  | Nuri Bilge Ceylan         | Vorauswahl      |
| Ungarn                  | Iskas Reise                                      | Iszka utazása                                   | Ungarisch                                                 | Csaba Bollók              | Nicht nominiert |
| Ukraine                 | Illyuziya strakha                                | Ілюзія страху (Illyuziya strakha)               | Ukrainisch                                                | Aleksandr Kirienko        | Nicht nominiert |
| Uruguay                 | Matar a todos                                    | Matar a todos                                   | Spanisch                                                  | Esteban Schroeder         | Nicht nominiert |
| Venezuela               | El tinte de la fama                              | El tinte de la fama                             | Spanisch                                                  | Alejandro Bellame         | Nicht nominiert |
| Vereinigtes Königreich  | Hope Eternal                                     | Hope Eternal                                    | Walisisch, Bemba, Englisch, Deutsch, Swahili, Französisch | Karl Francis              | Nicht nominiert |